# Nanchatte Ren'ai
Singles de Morning Musume
Shōganai Yume Oibito
(2009) Kimagure Princess
(2009)
Nanchatte Ren'ai (なんちゃって恋愛, "Faux amour") est le 40e single du groupe féminin de J-pop Morning Musume, sorti le 12 août 2009 au Japon sur le label zetima.

## Présentation
Le single est écrit et produit par Tsunku. Il atteint la 2e place du classement Oricon, et reste classé pendant 7 semaines, pour un total de 70 299 exemplaires vendus durant cette période. Il sort également dans deux éditions limitées notées "A" et "B", avec des pochettes différentes, contenant chacune en supplément un DVD différent avec une version alternative du clip vidéo de la chanson. Pour fêter le 40e single du groupe, il sort également dans une autre version CD "commémoration du 40e single", avec une autre couverture et un titre différent en "face B". Contrairement aux autres singles du groupe, il ne sort pas aussi au format "single V" (DVD) ; cependant, une édition spéciale "event V" (DVD) sera vendue lors de représentations du groupe.
La chanson-titre figurera sur le dixième album du groupe, 10 My Me de 2010.

## Formation
Membres du groupe créditées sur le single :
- 5e génération : Ai Takahashi, Risa Niigaki
- 6e génération : Eri Kamei, Sayumi Michishige, Reina Tanaka
- 7e génération : Koharu Kusumi
- 8e génération : Aika Mitsui, Jun Jun, Lin Lin

## Titres
Édition normale
1. Nanchatte Ren'ai (なんちゃって恋愛?, "Faux amour")
2. Aki Urara (秋麗?, "Beauté d'automne")
3. Nanchatte Ren'ai (Instrumental) (なんちゃって恋愛...?)

Édition "commémoration du 40e single"
1. Nanchatte Ren'ai (なんちゃって恋愛?, "Faux amour")
2. Subete wa Ai no Chikara (すべては愛の力?, "Le pouvoir de l'amour est tout")
3. Nanchatte Ren'ai (Instrumental) (なんちゃって恋愛...?)

DVD de l'édition limitée "A"
1. Nanchatte Ren'ai (Dance Shot Ver.) (なんちゃって恋愛...?)

DVD de l'édition limitée "B"
1. Nanchatte Ren'ai (Close-up Ver. Black) (なんちゃって恋愛...?)

DVD de l'édition limitée "event V"
1. Nanchatte Ren'ai (Takahashi Ai Ver.) (なんちゃって恋愛 (高橋愛 Ver.)?)
2. Nanchatte Ren'ai (Niigaki Risa Ver.) (なんちゃって恋愛 (新垣里沙 Ver.)?)
3. Nanchatte Ren'ai (Kamei Eri Ver.) (なんちゃって恋愛 (亀井絵里 Ver.)?)
4. Nanchatte Ren'ai (Michishige Sayumi Ver.) (なんちゃって恋愛 (道重さゆみ Ver.)?)
5. Nanchatte Ren'ai (Tanaka Reina Ver.) (なんちゃって恋愛 (田中れいな Ver.)?)
6. Nanchatte Ren'ai (Kusumi Koharu Ver.) (なんちゃって恋愛 (久住小春 Ver.)?)
7. Nanchatte Ren'ai (Mitsui Aika Ver.) (なんちゃって恋愛 (光井愛佳 Ver.)?)
8. Nanchatte Ren'ai (Junjun Ver.) (なんちゃって恋愛 (ジュンジュン Ver.)?)
9. Nanchatte Ren'ai (Linlin Ver.) (なんちゃって恋愛 (リンリン Ver.)?)